# 1798年哲學
1798年哲學事件  

## 著作
- 伊曼努尔·康德 《從實用主義觀點看人類學》（Anthropology from a Pragmatic Point of View）
- 托马斯·罗伯特·马尔萨斯 《人口論》

## 出生
- 2月17日 - 弗里德里克·愛德華·貝內克（英语：Friedrich Eduard Beneke），德國心理學家和後康德主義哲學家，死於1854年。
- 2月19日 - 奥古斯特·孔德，法國哲學家，社會學、實證主義的創始人，死於1857年。
- 3月22日 – 愛德華·甘斯（英语：Eduard Gans），德國法學家、哲學家和歷史學家，死於1839年。
- 4月7日 - 皮埃爾·勒魯（英语：Pierre Leroux），法國哲學家和政治經濟學家，死於1871年。
- 5月9日 - 奧古斯丁·博内蒂（英语：Augustin Bonnetty），法国哲学家，死於1879年。
- 6月29日 - 贾科莫·莱奥帕尔迪，義大利詩人、散文家、哲學家和語言學家，死於1837年。
- 10月16日 - 埃米利亞諾阿·伏伽德羅·德拉·莫塔（義大利語：Emiliano Avogadro della Motta），意大利政治家和哲學家 ，死於1865年。
- 12月20日 - 勞倫斯·柏修斯·希科克（英语：Laurens Perseus Hickok），美國哲學家，死於1888年。
- 12月29日 - 巴齊萊·奎夫（英语：Barzillai Quaife），死於1873年。

## 死亡
- 12月1日
  - 邁克爾·戈特利布·比克納（英语：Michael Gottlieb Birckner） 丹麥的牧師和哲學家，生於1756年。
  - 克里斯蒂安·加弗（英语：Christian Garve） 啟蒙運動中晚期著名的哲學家之一，生於1742年，死於癌症。
- 瑪德琳·代·普利雪（英语：Madeleine de Puisieux）, 法國哲學家和女權主義作家，生於1720年。
- 5月28日 - 詹姆斯·鄧巴 英國哲學家，生於1742年。
- 6月24日 - 里加斯·費雷奧斯 希臘作家、政治思想家和革命家，生於1757年。